# Humberto Duvauchelle
Iván Humberto Duvauchelle Concha (Bulnes, 14 de noviembre de 1929-Santiago, 11 de enero de 2019) fue un actor de teatro y cine, director teatral y académico chileno.

## Biografía
Sus padres fueron Humberto Duvauchelle Cabezón y Amandina Concha. Sus hermanos Héctor, María Elena, Hugo también siguieron una carrera en la actuación, excepto el menor  Carlos que es médico.
Estudió en el Liceo de Hombres de Concepción. También estudió francés y pintura en la Escuela de Bellas Artes de Concepción. Contrajo matrimonio con la actriz Orietta Escámez, con quien tuvo una hija, Orietta Paz, y luego con Gabriela Schanz Fischer, su última esposa.

## Carrera artística

### Inicios
A inicios de la década de 1950 fue descubierto, junto a sus hermanos, por Jorge Eliot, académico de la Universidad de Concepción, quien los integró al Teatro Experimental de dicha casa de estudios, posteriormente Teatro de la Universidad de Concepción (TUC), donde estuvo entre 1950 y 1953. Su debut fue en noviembre de 1950, en la obra La vida es sueño de Calderón de la Barca, donde interpretó al rey Basilio, cuya función inaugural contó con la presencia del presidente de la República Gabriel González Videla. Otra de las obras que integró fue Asesinato en la catedral de T.S. Elliot.
Posteriormente la compañía emigró a Santiago de Chile, donde se integran al célebre Teatro Experimental de la Universidad de Chile, junto a grandes figuras del teatro nacional de la época. Hasta 1959 es intérprete de tres obras de Shakespeare: Noche de Reyes (Duque Orsino),La fierecilla domada (El cura) y Macbeth (Ross); Largo viaje hacia la noche (Eugene O’Neill); El camino más largo de M.A. Requena (Fernando Santiván), Las brujas de Salem de Arthur Miller (Juez Hodgson); Mamá Rosa de Fernando Debesa (Javier), La carta perdida de Caragiale (Ben), entre otros.

### Compañía de Los Cuatro
En 1960 fundó, junto a su hermano Héctor, y a Orietta Escámez, la Compañía de Los Cuatro, un elenco independiente que tuvo una difusión permanente de sus creaciones de norte a sur del país y con un repertorio ecléctico y de contenido social. Fue intérprete con su propio elenco de más de cuarenta obras. La Compañía realizó simultáneamente ciclos de difusión de poetas nacionales y caribeños; 17 giras dentro y fuera de Chile; seis filmes, radioteatros, discos grabados de recitales poéticos y actuaciones en vivo, ciclo del gran teatro en televisión, asesoría artística y técnica, actividad docente, etc. En este período, Humberto también se desarrolló, ocasionalmente, como director teatral. 
Integró junto a su hermano Héctor el cuarteto de música chilena Los Cuatro de Chile, célebre por su difusión de la poesía de Óscar Castro a través de los arreglos musicales de Pascual Rojas y la musicalización del inspirado Ariel Arancibia, destacándose con temas que aún se recuerdan como «Romance del hombre nocturno» y «Para que no me olvides». El estilo propio para interpretar poemas musicalizados se le denominó «folclor cultural» y se constituyó en un récord de venta disquera en el país.

### Exilio
Desde 1974 a 1984, la Compañía de los Cuatro, se radicó en Venezuela, a consecuencia del golpe de Estado de 1973. En ese lapso, realizaron 12 nuevos montajes, entre los que se cuentan El abrelatas de Lanoux, Hagamos el amor de Villarroel, El cepillo de dientes de Jorge Díaz; Los acreedores de Strindberg, Play Strindberg (reposición); Los payasos de la esperanza (del Instituto de Investigación Teatral de la Universidad Católica), Home de David Storey, entre otras. 
En 1977, residiendo en Venezuela y por disposición de la dictadura militar chilena, la Compañía de los Cuatro fue declarada oficialmente en exilio, incluyendo a tres de sus integrantes base. Pero, a pesar de tan duro castigo, la actividad no se detuvo. Además de la actuación, Humberto Duvauchelle dirige nueve obras entre 1977 y 1984: El juego del Gin, de D. Coburn: ¿Conoce usted la vía láctea?, de Wittlinger; El vendedor, de Mariela Romero; El fin de partida de Beckett, Humor a dúo de Foissy; Los payasos de la esperanza, Orquesta de señoritas, de Anouilh, codirección, entre otras. 
De 1974 a 1983, el actor junto a su hermano aborda la dirección artística, técnica y promocional de más de 1.200 recitales (Oda a lo nuestro), Neruda en el corazón, El mundo para Bolívar, entre otros. Fue coprotagoniza los filmes venezolanos Eva, Perla, Julia y Morituri de Mauricio Walerstein. La crítica elogió en grande la actuación de Héctor en País Portátil (elegido el mejor actor de cine, 1977).
Con Los Cuatro, impedidos de regresar a Chile, Duvauchelle realizó giras internacionales ahora desde Venezuela a Canadá, Estados Unidos. Actuó en 16 ciudades de USA, con presentaciones en los teatros La Mamma, de Nueva York y Spanish Theatre Repertory, off Broadway. En 1980 fueron la única compañía latinoamericana invitada al Festival Strindberg en Estocolmo, Suecia. Entre 1980 y 1982 realizaron giras que incluyen actuaciones en Copenhague y Arthus, Dinamarca, Lieja, Bruselas en Bélgica, Stuttgart, Essen, Colonia y Frankfurt, Alemania y Holanda, concluyendo, en París, presentaciones en la Salle “Richilieu” en la Sorbonee, además de presentaciones en Colombes y Bordeaux.
Así, la Compañía de los Cuatro permaneció 23 años activa hasta el asesinato de Héctor Duvauchelle en Caracas, la noche de Navidad de 1983 a manos de un ciudadano portugués.

## Regreso a Chile

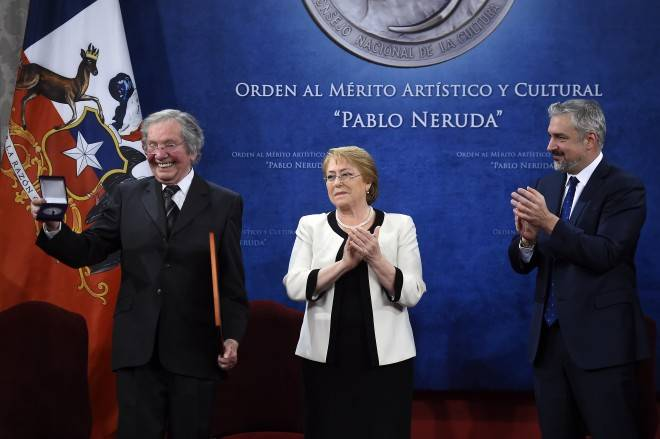
Duvauchelle recibe de la Presidenta Michelle Bachelet y el ministro de Cultura, Ernesto Ottone, la “Orden al Mérito Artístico y Cultural Pablo Neruda” (2017).

Una vez finalizada la actividad de Los Cuatro y luego de 11 años de ausencia, en 1984 Duvauchelle regresó a su país, contratado en Venezuela por el Teatro Nacional de la Universidad de Chile como actor de planta y profesor de Educación Vocal, de la Facultad de Artes de dicha casa de estudios, donde continuó ejerciendo hasta el año 2000.
En este período, Duvauchelle alterna actuación y docencia, participando en diversos montajes del Teatro Nacional Chileno (1984-1994). Entre otros, destacan La señorita de Tacna de Mario Vargas Llosa (Belisario) y El Guerrero de la Paz (Padre Valdivia), El enfermo imaginario (Beraldo) de Molieré; Yerma de García Lorca; Los negros, de Genet y El Herrero y la muerte, de Curi-Rein. Fue designado delegado de actores e integró durante dos períodos (1997-2000), la comisión de evaluación académica de la Facultad de Artes de la Universidad de Chile.
En 1987, Duvauchelle crea su propio Taller Actoral 88, orientado a la formación y crecimiento personal abierto a quien lo requiera. De allí han surgido elementos teatrales jóvenes, pedagogos y profesionales interesados en el arte nacional.
Paralelamente a su trabajo en la Facultad de Artes, con el actor Mario Lorca y el músico Juan Carlos Leal, crea el espectáculo La noche de los poetas, cumpliendo un ciclo de 1135 recitales musicalizados de prosa y poesía en vivo (1990-2016), incluyendo presentaciones en el exterior. Reencuentro (1987) es otro aporte a la poesía con el pianista nacional Roberto Bravo y la actriz Carla Cristi en el Teatro Oriente de la capital.
Posteriormente, crea su unipersonal Neruda, basado en Confieso que he vivido, con el que representó a Chile en el XVII Festival Iberoamericano de Teatro de Oriente en Venezuela y en Santiago de Compostela, España, 2004, con el famoso guitarrista clásico Eulogio Dávalos.
El 11 de mayo de 2016 recibió el Sello de Excelencia junto a la Compañía Los Cuatro, en el marco del Día Nacional del Teatro, otorgado por el Ministro Presidente del Consejo Nacional de la Cultura y las Artes de Chile, Ernesto Ottone.

## Premios y reconocimientos
- Premio APES al Mejor actor de teatro (1997)
- Orden al Mérito Artístico y Cultural Pablo Neruda (2017)
- Medalla Sello de Excelencia por Consejo Nacional de la Cultura y las Artes de Chile (2016)
- Medalla a la Trayectoria por los 75 años del Teatro Experimental de la Universidad de Chile (2016)
- Orden al Mérito Artístico y Cultural Pablo Neruda (2017)
- Medalla Honorífica de Cámara de Diputados de la República de Chile (2017)
- Medalla Rectoral de la Universidad de Chile (2018)[6]
- Ciudadano Distinguido de Rancagua